# Bibingka
Le bibingka est un type de gâteau de riz cuit au four originaire des Philippines. Il est généralement consommé au petit déjeuner, notamment pendant la période de Noël. Il est traditionnellement cuit dans des pots en argile garnis de feuilles. C'est un sous-type de kakanin (gâteaux de riz) dans la cuisine philippine. On trouve également le bibingka au Timor oriental et dans les communautés chrétiennes de l'est de l'Indonésie.

## Préparation
La méthode traditionnelle de préparation du riz gluant utilisé dans le bibingka est connue sous le nom de galapong (couramment traduit de manière incorrecte par « farine de riz »). Il s'agit d'une ancienne tradition propre aux Philippines et aux régions austronésiennes apparentées. Elle est essentielle pour la plupart des desserts de riz philippins. Contrairement à d'autres cuisines asiatiques, le riz n'est pas préparé à sec. Il est plutôt mis à tremper toute une nuit dans des pots de tapayan et on le laisse généralement fermenter en y ajoutant de la levure sauvage appelée bubod ou du vin de palme, tuba. Le riz est ensuite broyé en une pâte épaisse à l'aide de moulins en pierre avant d'être cuit. Cela donne un arrière-goût légèrement acide caractéristique des gâteaux de riz traditionnels philippins. Le même procédé (tapay), lorsqu'il est prolongé, donne naissance aux vinaigres et aux vins de riz traditionnels,,.
Bibingka est un terme général pour les gâteaux cuits à base de galapong, de la même manière que puto est le terme général pour les gâteaux cuits à la vapeur à base de galapong. Récemment, le terme s'est étendu à d'autres gâteaux indigènes faits avec d'autres types de farine comme la farine de maïs, la farine de manioc ou la farine de blé, bien qu'ils soient généralement considérés comme des plats à part entière.

## Origines
L'origine commune du bibingka des Philippines et de l'Indonésie est largement reconnue. D'autant plus que le bibingka indonésien provient de l'Indonésie orientale, la région la plus proche des Philippines avec les cultures les plus étroitement liées.
Certains auteurs ont également proposé un lien entre le gâteau goanais bebinca (ou bibik) et le bibingka d'Asie du Sud-Est en raison de la similitude des noms. Ils pensent que les Portugais ont pu l'introduire en Asie du Sud-Est à partir de Goa. Mais cela est peu probable, étant donné que les Philippines, où le bibingka est le plus connu, n'ont jamais été une colonie du Portugal. Les deux desserts sont également très différents : le dessert de Goa est une sorte de pudding étagé à la noix de coco (semblable au sapin-sapin philippin et au kue lapis indonésien), tandis que le bibingka est un simple gâteau de riz gluant cuit au four. La seule similitude est que le bebinca et le bibingka utilisent tous deux du lait de coco. Les plats à base de riz sont également beaucoup plus variés en Asie du Sud-Est, où le riz est une ancienne culture de base austronésienne. Il est donc plus probable que les Portugais aient introduit le terme à Goa à partir des Philippines, plutôt que l'inverse. De la même manière, l'art des fenêtres en coquille d'huître a également été introduit des Philippines à Goa (elles sont encore appelées capiz à Goa d'après la province philippine de Capiz).

## Aux Philippines
Le bibingka est un aliment traditionnel de Noël aux Philippines. Il est généralement consommé avec le puto bumbóng juste après la Simbang Gabi (« messe de nuit », version philippine de la Misa de Gallo). Il est vendu à l'extérieur des églises pendant la neuvaine de neuf jours pour que les fidèles le mangent au petit déjeuner.
Le 9 octobre 2007, la ville de Dingras, dans l'État d'Ilocos Norte aux Philippines, s'attend à être certifiée par le Guinness World Records après avoir fait cuire une bibingka de manioc d'un kilomètre de long, fabriquée à partir de 1 000 kilos de manioc et consommée par 1 000 habitants. Par ailleurs, dans la municipalité de Baliuag, Bulacan, le bibingka est servi avec du salabat (tisane de gingembre) et les magasins qui les vendent les servent[Quoi ?] gratuitement.